# Pillon
Pillon ist eine französische Gemeinde mit 250 Einwohnern (Stand: 1. Januar 2022) im Département Meuse in der Region Grand Est (vor 2016: Lothringen). Sie gehört zum Arrondissement Verdun und zum Kanton Bouligny.

## Geographie
Pillon liegt etwa 36 Kilometer nordöstlich von Verdun. Umgeben wird Pillon mit den Nachbargemeinden Sorbey im Norden, Rouvrois-sur-Othain im Osten, Duzey im Osten und Südosten, Billy-sous-Mangiennes im Süden, Mangiennes im Südwesten und Westen sowie Saint-Laurent-sur-Othain im Nordwesten.

## Bevölkerungsentwicklung
| Jahr                       | 1962 | 1968 | 1975 | 1982 | 1990 | 1999 | 2006 | 2011 | 2019 |
| Einwohner                  | 245  | 248  | 207  | 215  | 204  | 194  | 214  | 246  | 256  |
| Quellen: Cassini und INSEE |      |      |      |      |      |      |      |      |      |

## Sehenswürdigkeiten
- Kirche Saint-Médard aus dem 12. Jahrhundert
- Kloster Châtillon, 1142 gegründet, 1791 aufgelöst, inzwischen vollständig beseitigt

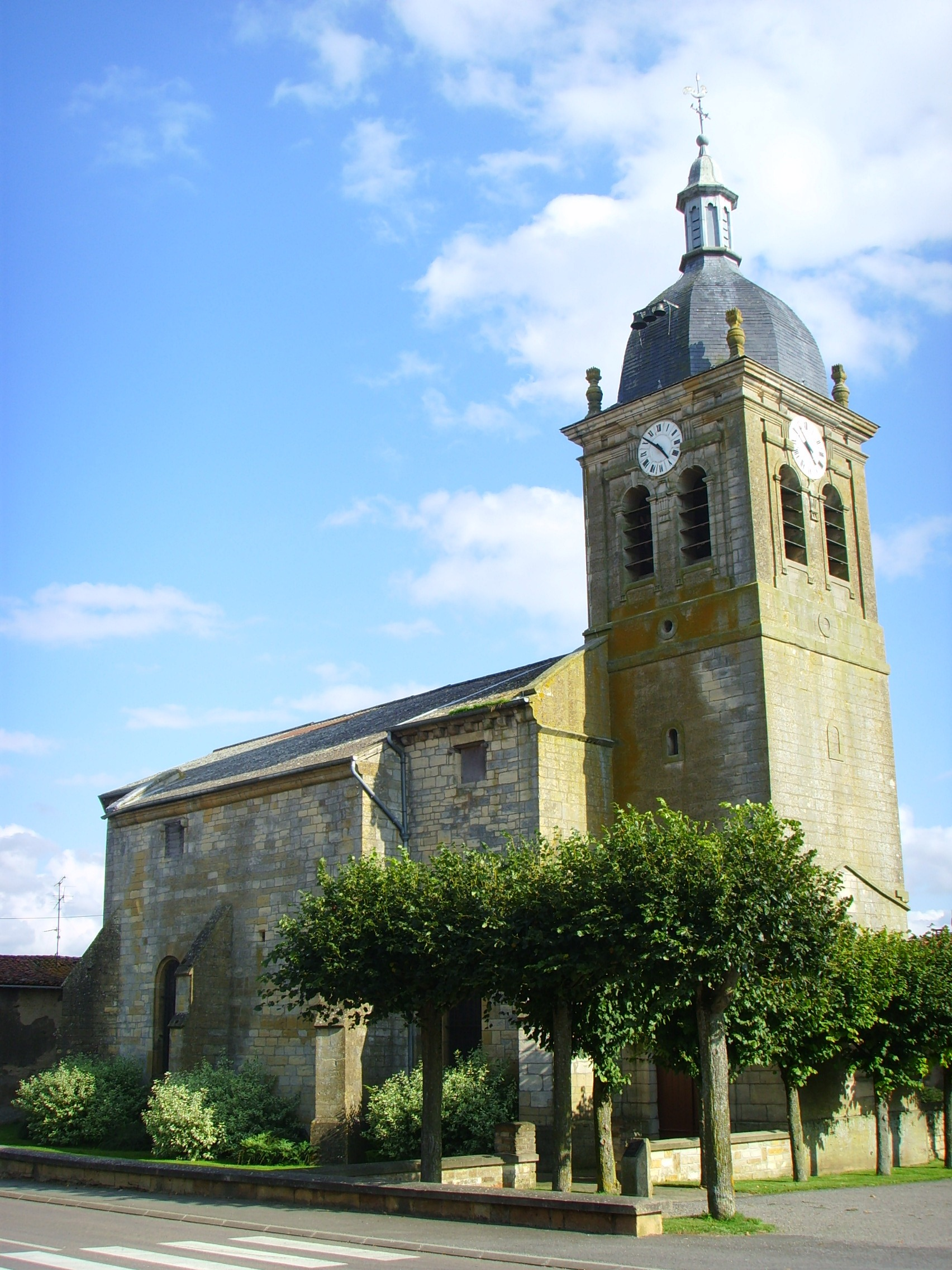
Kirche Saint-Médard